# Cyphostigma
Cyphostigma  (лат.) — монотипный род однодольных растений семейства Имбирные (Zingiberaceae). Представлен единственным видом Cyphostigma pulchellum.
Единственный вид впервые описан в 1861 году Джорджем Генри Кендриком Твейтсом под таксономическим названием Amomum pulchellum. Был перенесён в состав нового рода в 1882 году британским ботаником Джорджем Бентамом.

## Распространение, описание
Эндемик Шри-Ланки. Описан из лесов Центральной провинции на высоте до 3000 метров.
Травянистые растения с ползучим корневищем. Стебель короткий, несёт несколько базальных прямых листов. Соцветие разветвлённое, расположено на отдельном безлистном побеге. Цветки трёхлопастные, розового цвета. Плод — коробочка.

## Синонимика
Синонимичные названия:
- Amomum pulchellum Thwaitesbasionym
- Cyphostigma pedicellatum K.Schum.